# Орентано
Орентано је насеље у Италији у округу Пиза, региону Тоскана.
Према процени из 2011. у насељу је живело 1676 становника. Насеље се налази на надморској висини од 29 м.